# Burg Weißburg
Die Burg Weißburg ist eine abgegangene Niederungsburg, vielleicht ein Festes Haus, heute im westlichen Teil von Trohe, Ortsteil der Gemeinde Buseck, im Landkreis Gießen in Hessen gelegen.

## Beschreibung
Die nicht mehr exakt lokalisierbare Burg der Herren von Trohe befand sich vermutlich östlich des Flurstücks „Bei der Weißburg“ von Alten-Buseck auf dem Troher Gemarkungsteil „die wyß burgk genant“. Sie findet ihren Niederschlag in einer Verkaufsurkunde vom 29. Oktober 1471 wie folgt:

„Henne von Drahe (Trohe) und Kathrina, seine Frau, verkaufen dem Ebberhardt Doringk (Döring) dem jüngen und Margareten, seiner Frau, ihr friihe erbe, eygen huß, hob, agker, garten, wehißen zu Drahe gelegen, die Wiiß Burgk genant, mit aller zu und inngehoirde …“

Letztmals wird die Burg, nun wohl schon Ruine, 1750 bei einer Erbschaftsübernahme der von Buseck in Dokumenten nachgewiesen. Ob sie oder der Burgstall Trohe die Stammburg der hessischen Trohe war, ist urkundlich nicht zu entscheiden.